# Škoda 06 T
Il tram 06 T appartiene ad una famiglia di rotabili tranviari progettati e prodotti dalla industria ceca Škoda Holding; il prototipo risale al periodo 1997/98.
Il tram è entrato in servizio sulla Rete tranviaria di Cagliari nel 2008; la fornitura per le Ferrovie della Sardegna (adesso ARST) è stata di 9 unità a scartamento ridotto italiano 0,95 m.

## Caratteristiche

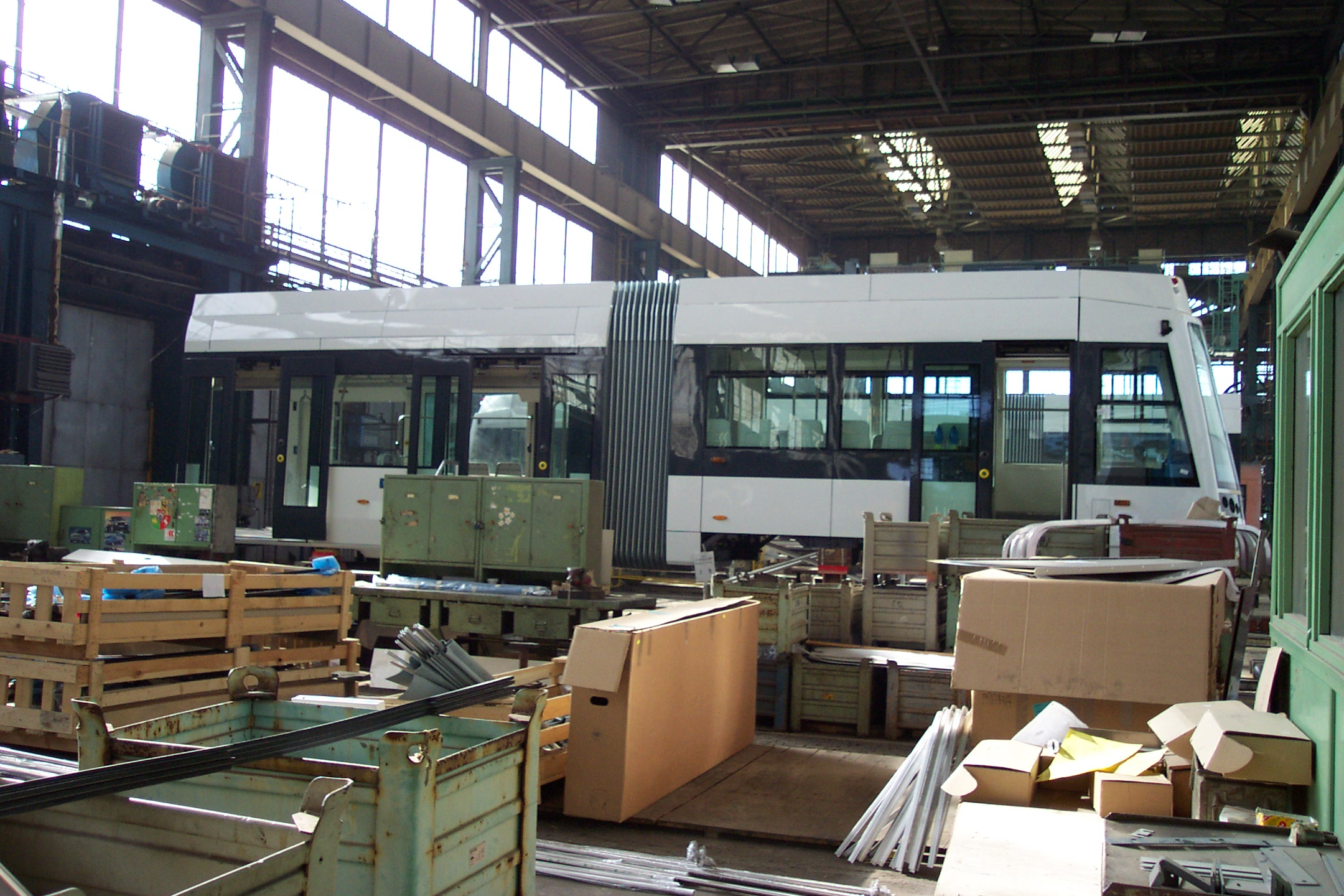
Una semicassa in costruzione nello stabilimento della Škoda Transportation a Plzeň

Si tratta di un tram di nuova generazione a pianale ribassato (35 cm) per oltre il 70% della superficie calpestabile; è a cinque casse e di tipo bidirezionale. Le sue dimensioni sono le seguenti:
- Lunghezza (della cassa): 29.500 mm
- Larghezza: 2.460 mm
- Altezza: 3.500 mm

Il rotabile ha una capacità di trasporto fino a 220 persone di cui 42 seduti con la possibilità di 2 strapuntini. È dotato di 5 porte di ingresso per lato di cui 4 a due battenti; è inoltre munito di pedane estraibili per permettere l'ingresso di persone con ridotta capacità motoria.
- Massa a vuoto: 38.000 kg
- Massa a pieno: 53.000 kg

La tecnologia di trazione è basata sull'ormai affermata trazione elettrica con linea elettrica a corrente continua a 750 volt prelevata tramite pantografo e motori asincroni trifase con azionamento elettronico trifase a inverter a IGBT. I motori sono quattro, applicati ai carrelli di estremità, mentre quello centrale è portante. 

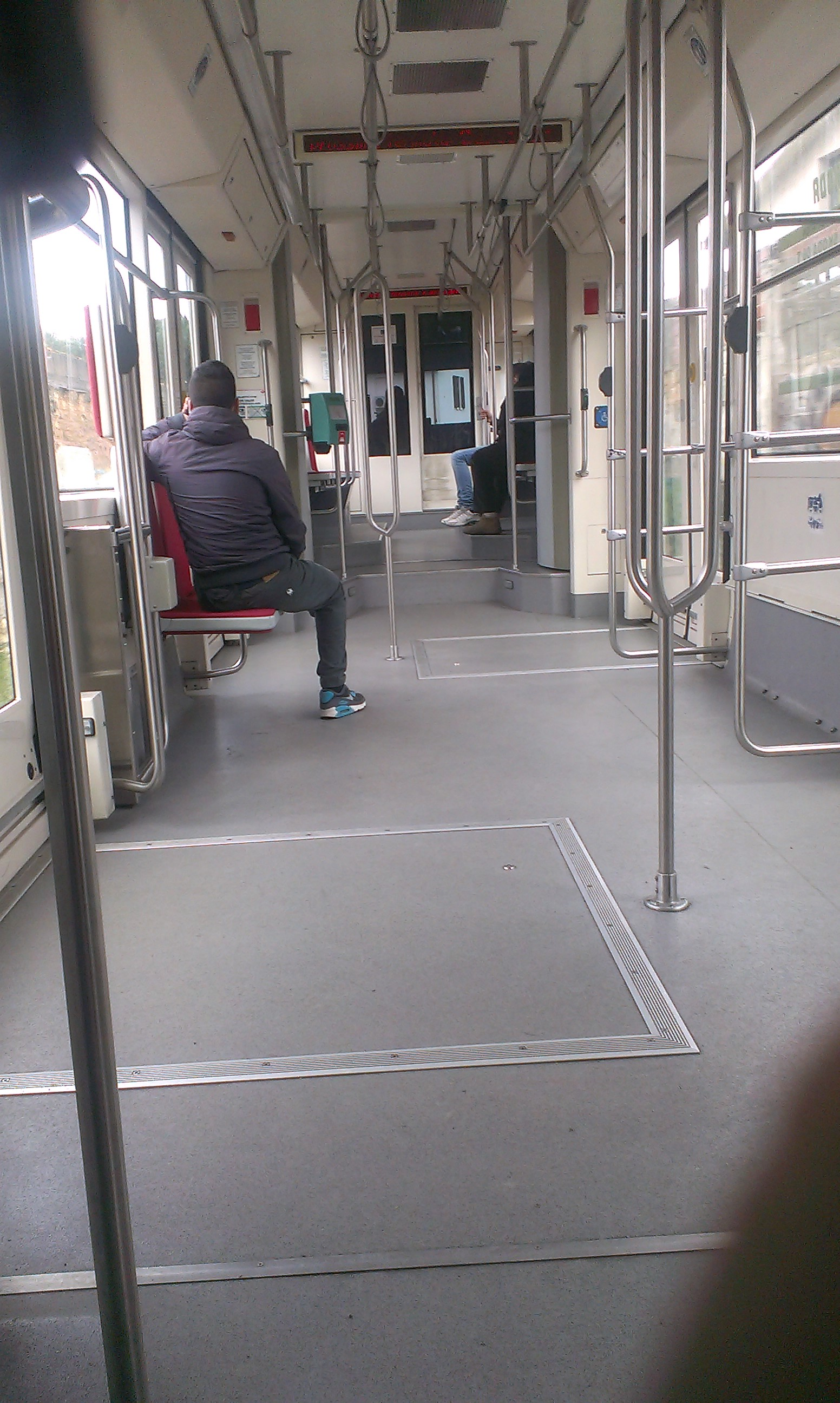
Interno del vagone di un tram in servizio sulla Rete tranviaria di Cagliari

La potenza complessiva è di 460 kW che permette di superare pendenze del 60 per mille. Il rotabile è inoltre in grado di usare per piccoli spostamenti in rimessa l'alimentazione ad accumulatori.
Il sistema frenante è elettroidraulico con freni a disco, elettrodinamico a recupero di energia ed elettromagnetico a pattini. Il freno elettrico utilizza chopper di frenatura.